# Yang Hao (futbolista)
Yang Hao (en chino tradicional, 楊昊; en chino simplificado, 杨昊; pinyin, Yáng Hào; Pekín, China, 19 de agosto de 1983) es un exfutbolista de China que jugaba en la posición de centrocampista.

## Carrera

### Club
| Periodo   | Club                      | Apariciones | Goles |
| --------- | ------------------------- | ----------- | ----- |
| 2002-2010 | Beijing Guoan             | 125         | 12    |
| 2011      | Guangzhou Evergrande      | 22          | 0     |
| 2012–2014 | Guizhou Renhe             | 58          | 1     |
| 2014–2016 | Jiangsu Sainty            | 25          | 1     |
| 2017–2022 | Shaanxi Chang'an Athletic | 67          | 6     |

### Selección nacional
Debutó con China el 1 de junio de 2009 en una victoria por 1-0 ante Irán en un partido amistoso. Jugó en 37 ocasiones con la selección hasta 2014 y anotó dos goles; ganó el Campeonato de Fútbol de Asia Oriental de 2010 y participó en la Copa Asiática 2011.

## Logros

### Club
- Chinese Super League: 2009, 2011
- Chinese FA Cup: 2003, 2013[2]
- Chinese Football Super Cup: 2003,[3] 2014, 2015[4]

### Selección nacional
- East Asian Football Championship: 2010

## Estadísticas

### Goles con selección nacional
| Gol       | Fecha          | Sede      | Rival | Resultado | Torneo |
| --------- | -------------- | --------- | ----- | --------- | ------ |
| 18-7-2009 | Tianjin, China | Palestina | 3-1   | Amistoso  |        |
| 12-8-2009 | Singapur       | Singapur  | 1-1   | Amistoso  |        |